# Grua coronada collgrisa

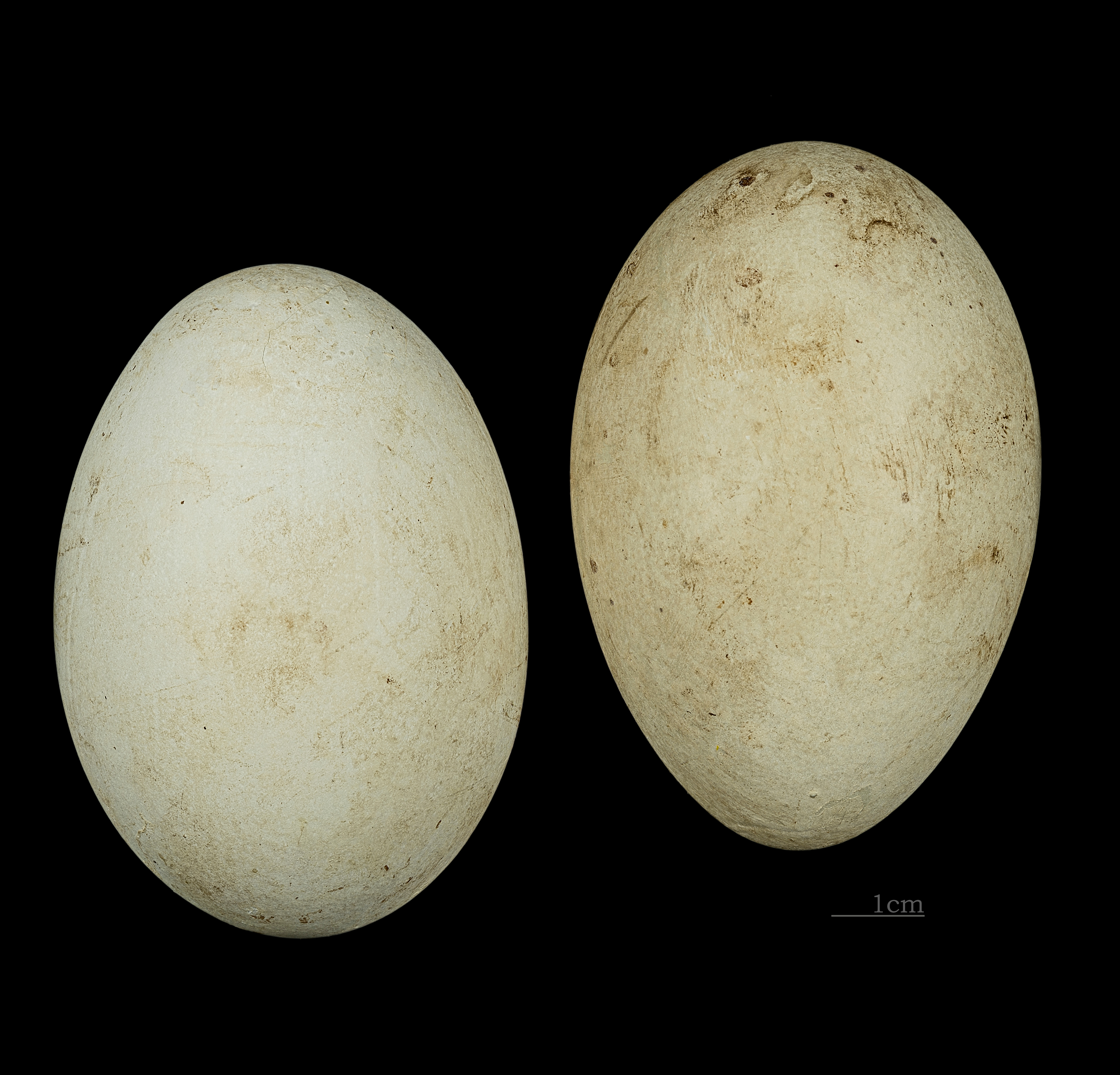
Balearica regulorum gibbericeps

La grua coronada collgrisa o grua coronada de coll gris (Balearica regulorum) és una espècie d'ocell de la família dels grúids (Gruidae) que habita aiguamolls i praderies humides d'Àfrica Occidental i Meridional, al sud d'Uganda i de Kenya, Tanzània, est de la República Democràtica del Congo, Ruanda, Burundi, Angola, Malawi, Moçambic, nord de Namíbia i de Botswana, Zimbàbue i est de Sud-àfrica. Tot i el nom de Balearica, no hi ha cap indici que aquesta espècie hagi estat mai a les Balears.